# Gimli (Kanada)
Gimli – miejscowość w południowo-centralnej Manitobie w Kanadzie. Liczy 1281 mieszkańców (2011), głównie pochodzenia islandzkiego. Posiadała status miasta od 1946 do 2003 roku.
Jest usytuowane na zachodnim brzegu jeziora Winnipeg, około 75 kilometrów na północ od stolicy prowincji, Winnipeg, blisko małego miasta Fraserwood. Stanowi największe skupisko Islandczyków poza Islandią.
Miasto zostało założone w 1875, znane jest z posągu wikinga, mierzącego 4,6 metra i corocznego festiwalu islandzkiego.

## Transport
Gimli położone jest przy drodze prowincjonalnej nr 9, łączącej je z Middlechurch koło Winnipeg. Około 2 km od centrum miejscowości przebiega droga prowincjonalna nr 8 Middlechurch – Hecla.
Wzdłuż drogi nr 9 biegnie linia kolejowa z Winnipeg. Odcinek z Winnipeg Beach do Gimli został uruchomiony w 1906 roku, znacznie przyczyniając się do rozwoju turystyki w miejscowości. Z początku na linii funkcjonowała jedna para pociągów do Winnipeg, później jednak zwiększono częstotliwość do dwóch par. W 1955 skład parowy zastąpiono spalinowych Daylinerem, mogącym pomieścić 48 osób i rozwijającym prędkość do 130 km/h. Wkrótce jednak został on zastąpiony mieszanym składem osobowo-towarowym, by w końcu zupełnie zaprzestać przewozu osób. Stację w Gimli zamknięto w 1972 roku. Jeszcze w 2012 roku linia funkcjonowała, zaopatrując znajdującą się na północy miejscowości (i na końcu linii) gorzelnię.
Obecność połączenia kolejowego przyczyniła się również do powstania lotniczej bazy wojskowej oraz lotniska Gimli Industrial Park Airport, położonego około 4 km na zachód od miasta i nieczynnego od 1971 roku. 23 lipca 1983 na lotnisku szczęśliwie wylądował pozbawiony paliwa Boeing 767 linii Air Canada, znany jako szybowiec z Gimli.